# 圣保禄 (阿西西)
《圣保禄》（San Paolo）是亚西西的圣方济各上层圣殿反立面的一幅湿壁画，由乔托绘制于1291-1295年，直径为 50 厘米。
保禄的半身像微微转向左侧，长着棕色的头发和胡子。保存较好。
反立面的圣伯多禄和圣保禄两幅圆画，象征教宗对圣殿的保护。